# Jeûne et abstinence dans l'Église orthodoxe éthiopienne

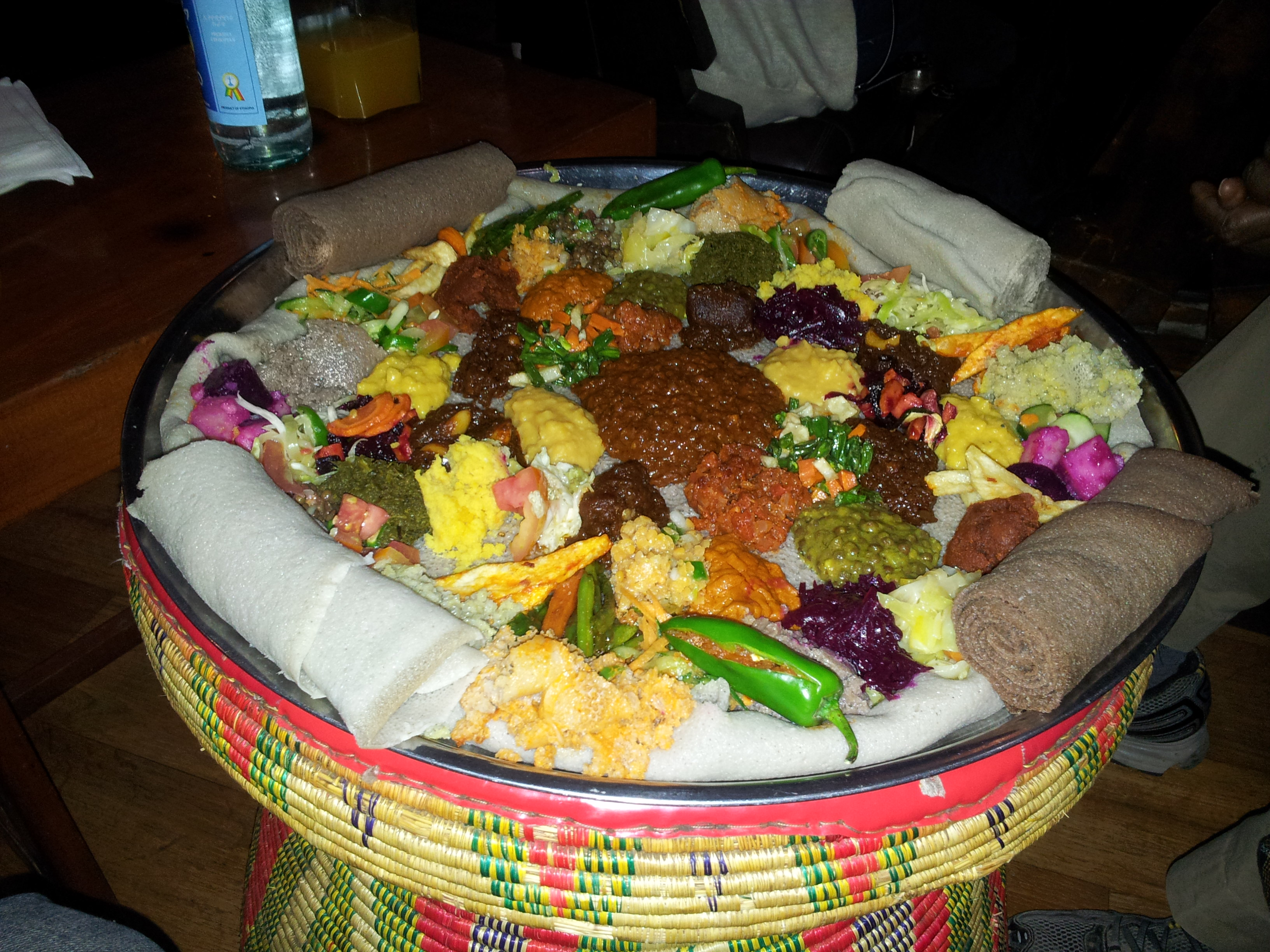
Assortiment de plats végétaliens répondant aux restrictions alimentaires de l'Église orthodoxe éthiopienne en période de jeûne.

Le jeûne et l'abstinence (en guèze : ጾም, ṣōm ; en amharique : ደም, tsom) constituent un aspect important de la pratique religieuse dans l'Église orthodoxe tewahedo éthiopienne. La pratique du jeûne et de l'abstinence dans cette Église constitue l'une des plus rigoureuses au sein du christianisme à l'époque contemporaine, avec 180 jours obligatoires de jeûne pour l'ensemble des fidèles, 252 jours pour le clergé et les fidèles laïcs qui le souhaitent. La liste des périodes de jeûne se fonde largement sur le Fetha Negest, une compilation de textes d'origine byzantine. 

## Pratique du jeûne
Ceux qui pratiquent le jeûne sont supposés ne prendre qu'un repas par jour, au cours de l'après-midi ou de la soirée. Le jeûne implique de ne pas manger avant trois heures de l'après-midi et de s'abstenir de consommer des produits d'origine animale tels que la viande, les produits laitiers et les œufs ; certains jugent acceptable la consommation de poisson, mais d'autres s'en abstiennent. Certains s'abstiennent également de relations sexuelles et de consommer de l'alcool. 
Les fidèles de l'Église orthodoxe tewahedo éthiopienne consomment donc à cette période une très grande majorité de plats pouvant être considérés comme végétaliens, notamment à base de légumineuses (pois cassés, lentilles...) ou de légumes tels que les pommes de terre, les carottes ou les choux. Le shiro, préparé à partir de farine de pois chiches, est particulièrement populaire. La consommation des pâtes alimentaires, des pizzas, des burgers et d'autres plats de la cuisine internationale s'étant diffusée ces dernières décennies, notamment dans les villes et les classes moyennes, des équivalents végétaliens en sont largement disponibles en Éthiopie y compris hors période de jeûne. 

## Périodes de jeûne dans le calendrier liturgique
Les périodes de jeûne dans le calendrier liturgique de l'Église orthodoxe tewahedo éthiopienne sont les suivantes :
- le Grand Carême (en guèze : ዐብይ ጾም, ābiyi ts’om) dure huit semaines (au lieu de cinq et demie dans les églises chalcédoniennes), soit cinquante-cinq jours continus avant Pâques ; le Carême est divisé en trois parties : 1) tsome hirkal, huit jours qui commémorent le jeûne demandé par l'empereur byzantin Héraclius avant un combat contre les Perses et la redécouverte de la croix du Christ qu'ils avaient prises à Jérusalem ; 2) tsome arba, les quarante jours du Carême ; 3) et tsome himamat, les sept jours de la Semaine Sainte ;

- le jeûne des Apôtres commémorant celui qu'auraient effectué les Apôtres avant de prêcher l'Évangile après avoir reçu l'Esprit-Saint lors de la Pentecôte ; il commence le lundi suivant la Pentecôte et se termine le 4 du mois de Hamle (correspondant généralement au 26 juin du calendrier romain) ; il peut durer de dix à 40 jours en fonction de la date de Pâques ;

- le jeûne de l'Assomption, qui dure trente-six jours ;

- le jeûne des Prophètes ou jeûne de l'Avent, qui dure quarante jours ; il commence le 15 du mois de Hedar et se termine à la veille de Noël ;

- le jeûne de « gahad » ; si Noël ou l'Épiphanie tombent un mercredi ou un vendredi, alors le jeûne obligatoire les mercredis et vendredis est effectué la veille ;

- le jeûne de Ninive, commémorant la prédication de Jonas, les lundi, mardi et mercredi de la troisième semaine avant le début du Grand Carême ;

- tous les mercredis (en commémoration de la décision du Sanhédrin de faire arrêter le Christ) et vendredis (en commémoration de la mort du Christ), sauf pendant les cinquante jours suivant Pâques et les jours de Noël et de l'Épiphanie si elles tombent ces jours-là.